# Upogebia spinigera
Upogebia spinigera is een tienpotigensoort uit de familie van de Upogebiidae. De wetenschappelijke naam van de soort is voor het eerst geldig gepubliceerd in 1871 door Smith.